# Ляпичев, Георгий Филиппович
Георгий Филиппович Ляпичев (1 мая 1922, хутор Попов, Царицынская губерния, РСФСР, СССР — 11 февраля 2001, Алматы) — ученый, доктор геолого-минералогических наук (1986). Окончил Казахский горнорудный институт (1945). Составил Государственную геологическую карту северо-восточной части Центрального Казахстана. Работал в Институте геологии наук АН Казахстана (1961—1990). Получил Государственную премию СССР (1985) за участие в составлении карт «Магматический комплекс Казахстана», «Структурно-формационный комплекс Казахстана», «Металлогенный комплекс Казахстана». Автор более 200 научных работ.

## Сочинения
- Геология СССР (Центральный Казахстан), 1-2 т, М., 1979;
- Магматические комплексы Казахстана, 4 тома. А., 1982 — 84;
- Магматические и метаморфические формации Казахс тана, Л., 1986:
- Магматические и мета морфические комплексы Казахстана,. А., 1986;
- Магматизм и руданоспость Казахстана, Л., 1991.